# Ariel Sharon
Ariel Sharon (tiếng Hebrew: אריאל שרוןⓘ; tên thật là Ariel Scheinermann, אריאל שיינרמן‎; 26 tháng 2 năm 1928 – 11 tháng 1 năm 2014) là vị tướng quân đội, chính trị gia và là thủ tướng thứ 11 của Israel từ tháng 3 năm 2001 đến tháng 4 năm 2006.
Sharon là chỉ huy trong quân đội Israel kể từ khi đội quân này thành lập vào năm 1948 và từng tham gia chiến tranh giành độc lập của Israel. Ông có công lập ra Đơn vị 101, từng tham gia chiến tranh kênh đào Suez năm 1956, chiến tranh Sáu ngày năm 1967, chiến tranh Tiêu hao (1969 – 1970), chiến tranh Yom Kippur năm 1973 và chỉ huy chiến tranh Liban năm 1982.
Suốt quãng đời binh nghiệp, Sharon được xem là sĩ quan chỉ huy thực địa vĩ đại nhất trong lịch sử Israel và là một trong số các chiến lược gia quân sự vĩ đại nhất từ trước đến nay của đất nước. Sau cuộc đột kích bán đảo Sinai trong chiến tranh Sáu ngày và cuộc bao vây quân Ai Cập trong chiến tranh Yom Kippur, Israel đã tặng cho ông biệt danh "Vua Israel" và "Sư tử của Chúa trời".
Sau khi giải ngũ, Sharon gia nhập đảng Likud và từng giữ vai trò bộ trưởng của nhiều bộ trong các chính phủ do Likud lãnh đạo giai đoạn 1977 – 1992 và 1996 – 1999. Ông lên chức lãnh đạo đảng Likud vào năm 2000 và nắm cương vị Thủ tướng Israel nhiệm kỳ 2001 – 2006. Giai đoạn 2004 – 2005, Thủ tướng Sharon đề ra kế hoạch đơn phương di cư người Do Thái khỏi dải Gaza, khiến bản thân ông phải hứng chịu sự chống đối khắc nghiệt trong nội bộ Likud. Tháng 11 năm 2005, Sharon rời Likud để lập đảng mới Kadima. Theo dự đoán, ông sẽ chiến thắng cuộc bầu cử lần tới và được cho là đang vạch kế hoạch rút người Do Thái khỏi hầu hết lãnh thổ Bờ Tây. Tuy nhiên, ông bất ngờ bị tai biến mạch máu não vào ngày 4 tháng 1 năm 2006 và rơi vào trạng thái sống thực vật cho đến ngày ông từ trần.

## Tiểu sử
Ariel Sharon ra đời tại làng Kfar Malal (Lãnh thổ ủy trị Palestine thuộc Anh) trong một gia đình người Belarus gốc Do Thái. Cha mẹ ông gặp nhau trong thời gian cả hai đang theo học tại Đại học Nhà nước Tbilisi, Gruzia. Khi các lực lượng Bolshevik tiến về Gruzia (độc lập), cả hai bèn di cư sang Lãnh thổ ủy trị Palestine thuộc Anh.
Năm lên 10, Ariel Sharon gia nhập phong trào thanh niên phục quốc Do Thái Hassadeh. Khi còn là thiếu niên, ông bắt đầu tham gia đội tuần tra ban đêm có vũ trang tại ngôi làng nơi ông ở. Năm 1942, ông gia nhập lực lượng bán quân sự bí mật Haganah của người Do Thái. Dần dần, ông trở thành chỉ huy đơn vị bộ binh rồi chỉ huy lực lượng tình báo miền Bắc và Trung Israel.
- 1973, ông là tư lệnh thiết giáp trong chiến dịch tại bán đảo Sinai (Ai Cập); được bầu vào Quốc hội Israel.
- 1977-1981, làm Bộ trưởng Nông nghiệp.
- 1981-1983, giữ chức Bộ trưởng Quốc phòng. Trong thời gian này, ông đã cho quân đội tấn công Liban. Ông bị coi là phải chịu trách nhiệm trong cuộc thảm sát hàng trăm thường dân Palestin tại các trại tị nạn do lực lượng dân quân Phalanges người Liban liên minh với Israel tiến hành.
- 1999, được bầu làm Chủ tịch đảng Likud.
- 2001, được bầu làm Thủ tướng Israel. Từ đó đến nay, ông đã có những quyết định lịch sử trong mối quan hệ giữa Israel và Palestin là xóa bỏ các khu định cư Do Thái ở dải Gaza và một phần khu Bờ Tây.
- 2005, rời bỏ đảng Likud, thành lập đảng ôn hòa Kadima.
- Đầu tháng 1 năm 2006, bị xuất huyết não, phải mổ 2 lần liên tiếp và đã ở trong tình trạng nguy kịch.
- 11 tháng 4, 2006, Thủ tướng Sharon bị tuyên bố mất khả năng lãnh đạo vĩnh viễn, do ông ở trong tình trạng hôn mê kéo dài và khó có khả năng hồi phục. Cùng ngày, Ehud Olmert được bầu thay thế giữ chức Thủ tướng.

## Đời tư
Ông có hai đời vợ (hai chị em, đều đã mất) và ba người con trai (một người mất năm 1967).